# DJ Khalil
DJ Khalil (właśc. Khalil Abdul-Rahman, ur. 16 października 1974 w Seattle) – amerykański producent muzyczny pochodzący z Los Angeles. Tworzy w gatunkach hip-hop i soul. Syn koszykarza Walta Hazzarda.
Najbardziej znany z produkcji czterech utworów dla Eminema na jego płytę z 2010 roku pt. Recovery. Wyprodukował m.in. „Won’t Back Down”. Ma własną stacje radiową zatytułowaną po prostu „DJ Khalil”, w grze na platformę PSP pt. Grand Theft Auto: Chinatown Wars.
Produkował utwory między innymi dla Ras Kassa, Xzibita, Eminema, 50 Centa, Tonego Yayo, Game'a, Raekwona, Taliba Kweliego, Jaya-Z, Mos Defa, Bun B, Bishopa Lamonta, zespołu Cypress Hill, Dr. Dre czy Lil Wayne'a.